# ريتش سكوير (كارولاينا الشمالية)
ريتش سكوير (بالإنجليزية: Rich Square town, North Carolina)‏ هي بلدة تقع بولاية كارولاينا الشمالية في الولايات المتحدة. تبلغ مساحتها 7.99 كم2، وترتفع عن سطح البحر 21.945600000000002 م، بلغ عدد سكانها 958 نسمة في عام 2010 حسب إحصاء مكتب تعداد الولايات المتحدة وتصل الكثافة السكانية فيها 119.9 نسمة لكل كيلومتر مربع (310.5/ميل2).

## التركيبة السكانية
حدّد مكتب تعداد الولايات المتحدة بيانات التركيبة السكانية لريتش سكوير في تعداد الولايات المتحدة. في ما يلي، التركيبة السكانية حسب تعدادي 2000 و2010.

### تعداد عام 2000
بلغ عدد سكان ريتش سكوير 931 نسمة بحسب تعداد عام 2000، وبلغ عدد الأسر 395 أسرة وعدد العائلات 260 عائلة مقيمة في البلدة. في حين سجلت الكثافة السكانية 116.5 نسمة لكل كيلومتر مربع (301.7/ميل2). وبلغ عدد الوحدات السكنية 441 وحدة بمتوسط كثافة قدره 55.2 لكل كيلومتر مربع (143.0/ميل2).
وتوزع التركيب العرقي للبلدة بنسبة 42.75% من البيض و55.85% من الأمريكيين الأفارقة و0.32% من الأمريكيين الأصليين و0.54% من الأعراق الأخرى و0.54% من عرقين مختلطين أو أكثر و1.07% من الهسبانيون أو اللاتينيون من أي عرق.
بلغ عدد الأسر 395 أسرة كانت نسبة 31.9% منها لديها أطفال تحت سن الثامنة عشر تعيش معهم، وبلغت نسبة الأزواج القاطنين مع بعضهم البعض 45.1% من أصل المجموع الكلي للأسر، ونسبة 16.7% من الأسر كان لديها معيلات من الإناث دون وجود شريك،  بينما كانت نسبة 4.1% من الأسر لديها معيلون من الذكور دون وجود شريكة وكانت نسبة 34.2% من غير العائلات. تألفت نسبة 31.4% من أصل جميع الأسر من عدة أفراد يعيشون في نفس المنزل ونسبة 16.2% كانت تتألف من شخص يعيش بمفرده يبلغ من العمر 65 عاماً أو أكثر. وبلغ متوسط حجم الأسرة المعيشية 2.36، أما متوسط حجم العائلات فبلغ 2.95.
بلغ العمر الوسطي للسكان 43.1 عاماً. وكانت نسبة 22.4% من القاطنين تحت سن الثامنة عشر، وكانت نسبة 5.9% بين الثامنة عشر والرابعة والعشرين عاماً، ونسبة 24.8% كانت واقعةً في الفئة العمرية ما بين الخامسة والعشرين والرابعة والأربعين عاماً، ونسبة 26.3% كانت ما بين الخامسة والأربعين والرابعة والستين، ونسبة 20.5% كانت ضمن فئة الخامسة والستين عاماً فما فوق. يوجد لكل 100 أنثى 79.4 ذكر، ويوجد لكل 100 أنثى في الثامنة عشر من عمرها فما فوق 71.5 ذكر.
بلغ متوسط دخل الأسرة في البلدة 22,656 دولارًا، أما متوسط دخل العائلة فبلغ 30,000 دولارًا. وكان متوسط دخل الذكور 27,083 دولارًا مقابل 19,135 دولارًا للإناث. وسجل دخل الفرد الخاص بالبلدة 13,079 دولارًا. وكانت نسبة 15.5% من العائلات ونسبة 19% من السكان تحت خط الفقر، وكان من هؤلاء نسبة 21.3% تحت سن الثامنة عشر ونسبة 22.2% في الخامسة والستين من العمر وما فوق.

### تعداد عام 2010
بلغ عدد سكان ريتش سكوير 958 نسمة بحسب تعداد عام 2010، وبلغ عدد الأسر 397 أسرة وعدد العائلات 237 عائلة مقيمة في البلدة. في حين سجلت الكثافة السكانية 119.9 نسمة لكل كيلومتر مربع (310.5/ميل2). وبلغ عدد الوحدات السكنية 489 وحدة بمتوسط كثافة قدره 61.2 لكل كيلومتر مربع (158.5/ميل2).
وتوزع التركيب العرقي للبلدة بنسبة 35.91% من البيض و62.63% من الأمريكيين الأفارقة و0.42% من الأمريكيين الأصليين و1.04% من عرقين مختلطين أو أكثر و1.46% من الهسبانيون أو اللاتينيون من أي عرق.
بلغ عدد الأسر 397 أسرة كانت نسبة 24.2% منها لديها أطفال تحت سن الثامنة عشر تعيش معهم، وبلغت نسبة الأزواج القاطنين مع بعضهم البعض 38% من أصل المجموع الكلي للأسر، ونسبة 16.1% من الأسر كان لديها معيلات من الإناث دون وجود شريك،  بينما كانت نسبة 5.5% من الأسر لديها معيلون من الذكور دون وجود شريكة وكانت نسبة 40.3% من غير العائلات. تألفت نسبة 36% من أصل جميع الأسر من عدة أفراد يعيشون في نفس المنزل ونسبة 21.9% كانت تتألف من شخص يعيش بمفرده يبلغ من العمر 65 عاماً أو أكثر. وبلغ متوسط حجم الأسرة المعيشية 2.25، أما متوسط حجم العائلات فبلغ 2.95.
بلغ العمر الوسطي للسكان 50.8 عاماً. وكانت نسبة 17.7% من القاطنين تحت سن الثامنة عشر، وكانت نسبة 8.2% بين الثامنة عشر والرابعة والعشرين عاماً، ونسبة 16.1% كانت واقعةً في الفئة العمرية ما بين الخامسة والعشرين والرابعة والأربعين عاماً، ونسبة 28.1% كانت ما بين الخامسة والأربعين والرابعة والستين، ونسبة 29.9% كانت ضمن فئة الخامسة والستين عاماً فما فوق. وتوزع التركيب الجنسي للسكان بنسبة 44.8% ذكور و55.2% إناث.